# Guglielmo Gasparrini
Guglielmo Gasparrini (13 janvier 1804-28 juin 1866) est un botaniste italien.

## Biographie
Né à Castelgrande, dans la province de Potenza, Guglielmo Gasparrini a été professeur de botanique à l'université de Pavie de 1857 à 1861, puis à l'université de Naples, où il fut également directeur du Jardin botanique de 1861 à 1866.